# Quincy (Keulen)

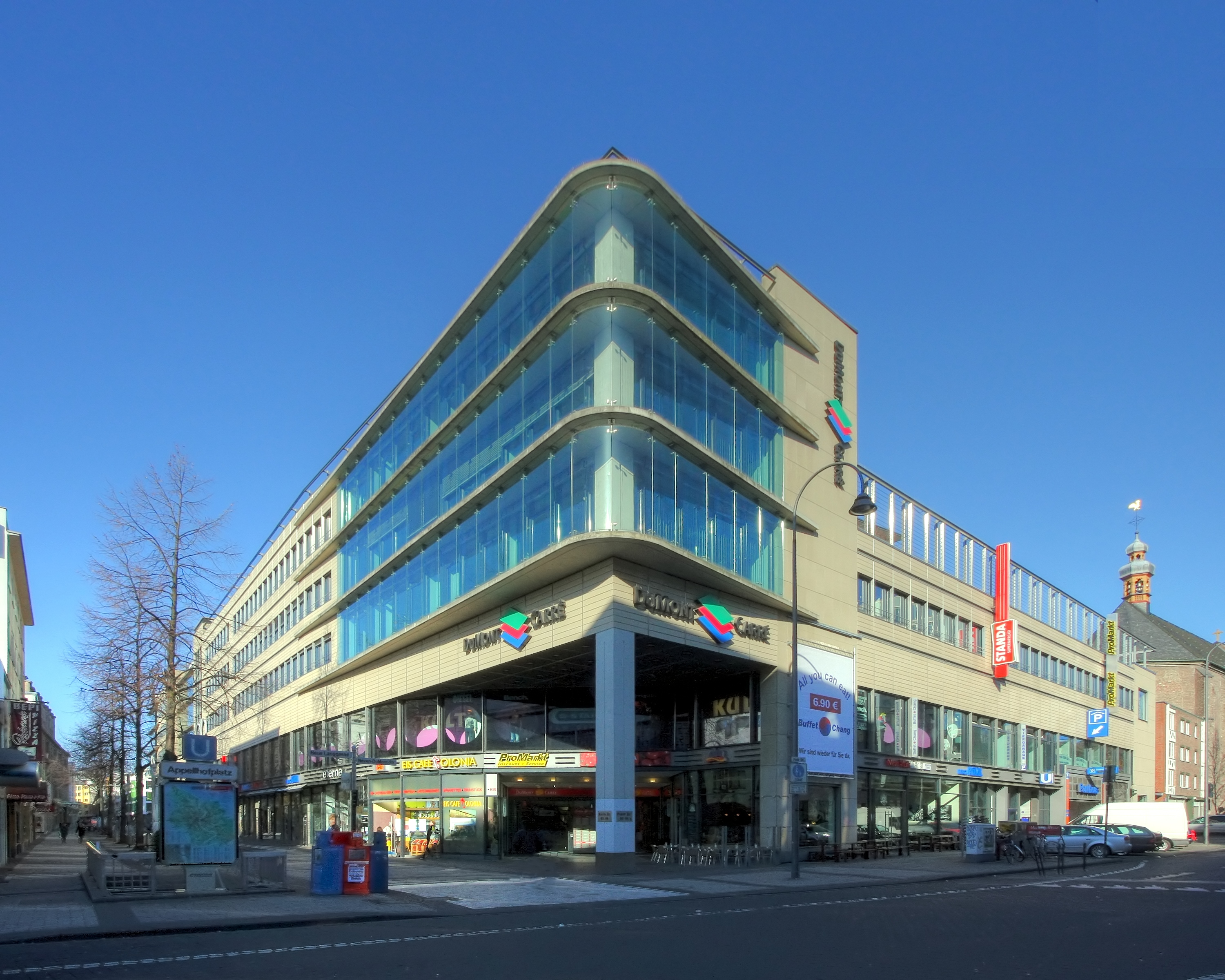
Het Quincy-complex in Keulen

Quincy is een gebouw aan de Breite Straße 80-90 in het centrum van Keulen. Het gebouw, dat voorheen bekend was als de DuMont Carré, biedt onderdak aan winkels, kantoren, woningen en een parkeergarage. Het werd geopend op 25 oktober 2001 en heeft 8 verdiepingen, waarvan de kelder, begane grond en eerste verdieping als winkelcentrum met 44 winkels op 19.100 m² in gebruik zijn,. De ankerhuurders zijn supermarkt Netto, sportartikelenwinkel Decathlon, fitnessstudio Fitness First en speelgoedwinkel Smyths. De kelderverdiepingen -2 tot en met -4 zijn als parkeergarage in gebruik. De parkeergarage die wordt beheerd door Q-park biedt 670 parkeerplaatsen. Boven het winkelcentrum zijn 127 appartementen, drie penthouses en 9.000 m² kantoorruimte aanwezig.

## Eigendom en beheer
Het ontwerp van het complex is van de architect Ulrich Coersmeier en kostte ca. DM 300 miljoen. Het pand is eigendom van Tristan Capital Partners, CONCEPTA Projektentwicklung GmbH en wordt beheerd door Multi Corporation.